# Neshani Andreas
Neshani Andreas (1964, Walvis Bay - mai 2011, Windhoek) est une écrivaine namibienne,.